# Jorge Flo
Jorge Flo (n. Madrid, 1960) es un locutor de radio español y director para América Latina de las cadenas musicales del grupo español Unión Radio (Actualmente Prisa Radio).

## Biografía
Su carrera profesional comenzó en la emisora Radio 80, de la que formó parte desde 1981. Más tarde aparca la radio para fichar por BMG donde ejerce como director de artistas y repertorio. Ya en 1990 es contratado por Canal+ para encargarse del departamento de programas musicales. Durante ese tiempo, se encargó de dirigir programas como Del 40 al 1 o Videominuto.
En 1997 con el lanzamiento de Canal Satélite Digital, Flo pasa a dirigir el primer canal de televisión de temática musical en España, +Música. En septiembre de 1998, Sogecable se hace por completo con la plataforma y confían en Jorge para que ejerza la dirección de Sogecable Música. +Música se convierte en 40 TV, y su éxito propició el lanzamiento de 40 Latino, un canal dedicado a la música en castellano.
Tres años después en 2001, Sogecable (Actualmente Prisa TV) reorganiza buena parte de la cúpula directiva y Jorge Flo es requerido como el director de todas las cadenas musicales de Unión Radio (actualmente Prisa Radio), en sus emisoras en España, donde además de encargarse de la Radiofórmula del grupo debe ejercer labores como descubrir y promocionar nuevos artistas desde los canales de radio que controla el grupo. Además, desde 1991 hasta 2018 presenta el programa "Música privada" en M80. En 2011 es trasladado a  América Latina, encargándose de la dirección del conjunto de la emisoras musicales de Prisa Radio en el continente americano, conservando cada emisora su director individual. 
Jorge Flo ha formado parte del jurado de Operación Triunfo (España), de forma eventual entre el 2001 y el 2003, también fue jurado de Popstars: todo por un sueño en 2002 y de Factor X en las dos temporadas que se emitió el programa, encargándose del grupo de solistas entre 16 y 24 años en 2007, y de los grupos vocales en 2008. En 2008 estuvo a punto de formar parte de Tienes Talento.